# Rainer Endres
Rainer Wilhelm Endres (* 30. Mai 1957 in Prüm) ist ein deutscher Flottillenadmiral außer Dienst der Deutschen Marine der Bundeswehr. Er war in letzter Verwendung Abteilungsleiter Personal, Ausbildung und Organisation im Marinekommando in Rostock.

## Leben

### Ausbildung und erste Verwendungen
Endres absolvierte zunächst nach der Mittleren Reife 1974 eine Berufsausbildung zum Elektroinstallateur bis 1976. Nach dem Fachabitur 1977 trat er im Juli 1977 in die Bundeswehr ein. Nach der Offizierausbildung mit der Crew VII/77 war er von 1979 bis 1980 II. Wachoffizier auf einem U-Jagdboot. Von 1980 bis 1983 studierte er Nachrichtentechnik an der Hochschule der Bundeswehr München, das er als Diplom-Ingenieur abschloss, war von 1984 bis 1986 I. Wachoffizier auf einem U-Jagdboot und absolvierte den B-Lehrgang. Von 1986 bis 1989 war er Kommandant des U-Jagdbootes Thetis und von 1989 bis 1992 Schiffseinsatzoffizier auf dem Zerstörer Lütjens. 1992 war er S6 (Offizier für Führungsunterstützung) des 1. Zerstörergeschwaders. Von 1992 bis 1994 nahm er am 34. Admiralstabsdienstlehrgang an der Führungsakademie der Bundeswehr in Hamburg teil.

### Dienst als Stabsoffizier
Von 1994 bis 1995 war Endres Referent Einsatzführung im Führungsstab der Streitkräfte IV 4 im Bundesministerium der Verteidigung (BMVg) auf der Hardthöhe in Bonn und von 1995 bis 1996 persönlicher Stabsoffizier beim Leiter des Führungszentrums der Bundeswehr im BMVg. Er diente in der Zerstörerflottille zunächst von 1996 bis 1997 als Erster Offizier und von 1997 bis 1999 als Kommandant des Zerstörers Rommel. Später übernahm er in der Einsatzflottille 2 das 2. Fregattengeschwader als Kommandeur (2003–2005). Von 1999 bis 2003 war er Dezernent im Personalamt der Bundeswehr, Abteilung III, in Köln, wo er für die Marine zuständig war. 2003 nahm er am 102. Senior Course am NATO Defense College in Rom teil. Von 2003 bis 2005 war er Kommandeur des 2. Fregattengeschwaders in Wilhelmshaven und von 2005 bis 2007 Division Head N5/N9, Plans & Policy, MilCoop and CIMIC im NATO CC MAR HQ Neaples. Von 2007 bis 2010 war er Referatsleiter PSZ (Abteilung Personal-, Sozial- und Zentralangelegenheiten) I 6 im BMVg in Bonn, zuständig für die Personalführung der Marine.

### Dienst als Admiral
Zum 1. April 2010 übernahm Endres den Dienstposten „Admiral Weiterentwicklung Marine und Marineausbildung“ im Marineamt in Rostock. Mit der Umgliederung der Marine zum Herbst 2012 übernahm er seinen jetzigen Dienstposten als Abteilungsleiter Personal, Ausbildung und Organisation im Marinekommando. Zum 1. Oktober 2019 übergab Endres diesen Dienstposten an Kapitän zur See Andreas Mügge, und trat nach 42 Dienstjahren in den Ruhestand.

## Einsätze
Vom Januar 2012 bis Juli 2012 war Endres „Deputy Operation Commander“ der Operation Atalanta mit Dienstort Northwood (Vereinigtes Königreich).

## Privates
Endres ist verheiratet und hat zwei Kinder.